# مانشستر سيتي موسم 2011–12
كان موسم 2011–12 هو الموسم الـ110 لنادي مانشستر سيتي لكرة القدم في كرة القدم التنافسية، والموسم الـ83 في كرة القدم الإنجليزية والموسم الـ15 في الدوري الإنجليزي الممتاز.  بعد احتلاله المركز الثالث في الدوري في الموسم السابق، تأهل البلوز إلى دوري أبطال أوروبا للمرة الثانية فقط في تاريخهم، والأولى منذ 1968–69 عندما كانت البطولة تُعرف باسم كأس أوروبا.
كان الموسم مليئًا بالصعود والهبوط، ولكن في النهاية سيتم تذكره إلى الأبد باعتباره الموسم الذي جلب لمانشستر سيتي لقب الدوري الذي طال انتظاره بعد انتظار دام 44 عامًا. حسم مانشستر سيتي لقبه الثالث في الدوري الإنجليزي الممتاز في اليوم الأخير من الموسم، بعد أن تغلب البلوز على كوينز بارك رينجرز بنتيجة 3–2، حيث عاد من التأخر 1–2 بهدفين في الوقت بدل الضائع قبل صافرة النهاية. كانت البطولة بمثابة أول لقب إنجليزي لمانشستر سيتي منذ عام 1968،  فضلاً عن كونها المرة الأولى التي يفوز فيها الدوري الإنجليزي الممتاز من قبل نادٍ بدأت فترته الحالية في الدرجة الأولى بعد بدء لعب الدوري. كما كانت هذه هي المرة الأولى والوحيدة حتى الآن التي يتم فيها تحديد لقب الدوري الإنجليزي الممتاز على أساس فارق الأهداف، حيث جاء هدف مانشستر سيتي الحاسم في الفوز باللقب ضد كوينز بارك رينجرز بعد 15 ثانية من صافرة النهاية في فوز غريمه مانشستر يونايتد 1–0 على سندرلاند، والذي كان من شأنه أن يجعل اللقب من نصيب السير أليكس فيرغسون.